# Estação Ferroviária de Estremoz
A estação ferroviária de Estremoz (nome anteriormente também grafado como "Extremoz"), é uma antiga interface da Linha de Évora e dos Ramais de Vila Viçosa e Portalegre, que servia a localidade de Estremoz, no distrito de Évora, em Portugal. Foi inaugurada em 1905, tendo sido encerrada ao tráfego de passageiros em 1990 e ao tráfego de mercadorias em 2009.

## Descrição
Em Janeiro de 2011, apresentava três vias de circulação, todas com 327 m de comprimento, e as plataformas tinham 76 a 100 m de extensão, e 40 a 45 cm de altura, numa configuração algo reduzida em comparação com a de décadas anteriores.

## História

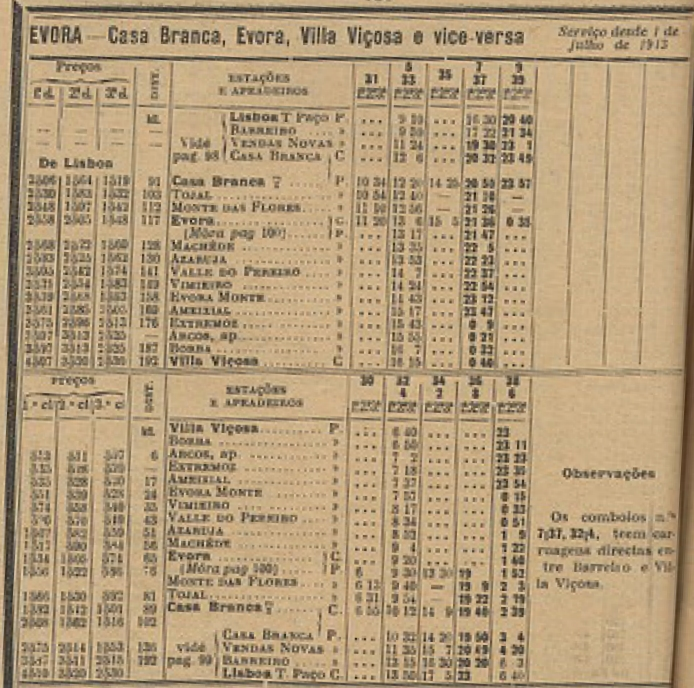
Horário dos comboios de Évora a Vila Viçosa, em 1913.

### Construção da primeira estação
Durante o planeamento da Linha de Évora, na década de 1860, uma dos principais finalidades para aquele caminho de ferro era abrir uma ligação entre a rede ferroviária a Sul com a Linha do Leste, tendo-se desde logo considerado essencial que a linha servisse a vila de Estremoz. Em 1864, a Companhia dos Caminhos de Ferro do Sueste foi contratada para continuar a Linha de Évora até à Estação de Crato, na Linha do Leste, tendo aquela empresa apresentado em 1865 uma proposta para o lanço de Évora até à zona de Estremoz. Este plano preconizava que a linha seguiria directamente para Norte, na direcção do Crato, sem passar directamente por Estremoz, que em vez disso seria servida por um ramal. Este ramal iniciar-se-ia no quilómetro 50,860, perto do local onde a linha passaria a estrada de Lisboa a Estremoz, no quilómetro 51, e teria uma extensão de cerca de 3600 m. No final do ramal seria construída a estação ferroviária de Estremoz, que assim ficaria a uma distância de cerca de um quilómetro da vila. Num parecer de 19 de Outubro daquele ano sobre este plano, o Conselho Superior de Obras Públicas criticou o traçado escolhido, pelo que o engenheiro fiscal propôs uma alteração, com a construção de uma estação a servir Estremoz, que ficaria no quilómetro 53. Embora uma gare ferroviária naquele local servisse pior a vila, uma vez que assim ficaria a cerca de três quilómetros de distância, a estação contaria ainda com bons acessos devido à presença da estrada até Lisboa. Por outro lado, previa-se que teria pouco movimento de passageiros e mercadorias, e que este viria quase totalmente da região em redor, pelo que não se justificavam os elevados custos com a construção do ramal. Apesar do ramal para Estremoz ter sido removido do plano, o consenso a que se chegou era que não devia ser totalmente eliminado, mas que a sua construção deveria ser adiada até se ver se a estação de Estremoz teria movimento suficiente para o justificar. Com efeito, o parecer referiu que «pensa o conselho que se ganha tão pouco em trazer a um quilómetro, em vez de ficar a 3.600 quilómetros, a estação daquela vila…»
Assim, a primeira interface ferroviária de Estremoz foi construída a cerca de três quilómetros da vila, no ponto quilométrico 168,584 da Linha de Évora, junto à localidade de São Bento do Ameixial. Foi inaugurada em 22 de Dezembro de 1873.

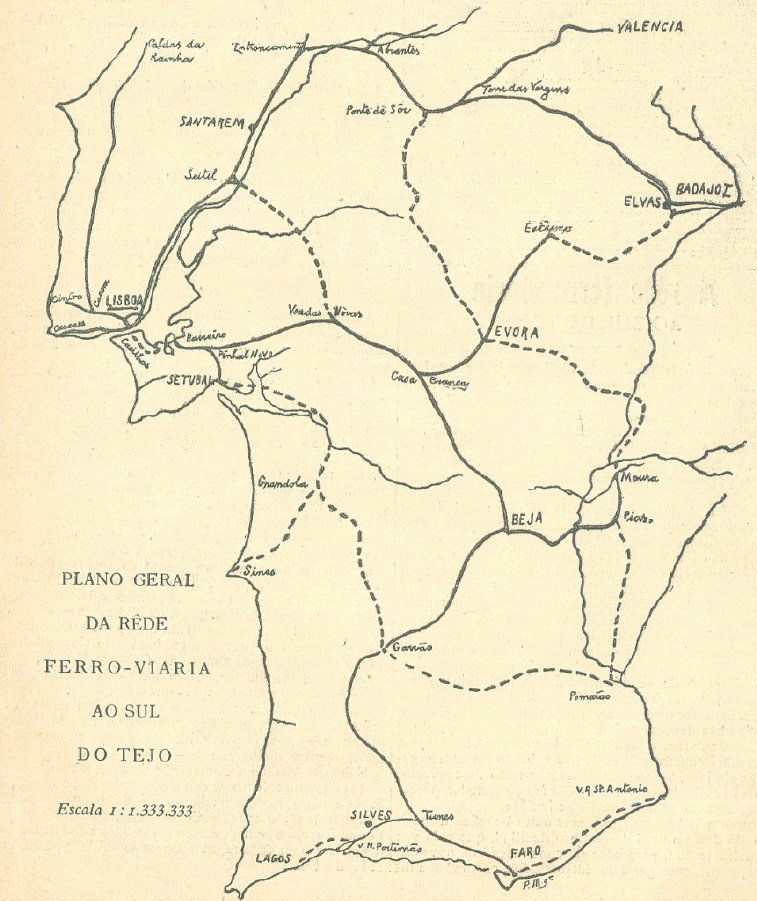
Plano da Rede de 1902. A estação de Ameixial ainda se denominava de Estremoz, uma vez que não tinha sido construído o Ramal até V. Viçosa, dentro do qual onde foi instalada a nova estação de Estremoz. Nessa altura não estava planeada a linha até Portalegre.

### Ligação a Vila Viçosa e construção da nova estação
Posteriormente o projecto para continuar a linha até ao Crato foi abandonado, tendo-se em vez disso pensado a fazer a bifurcação em Chança, Ponte de Sor ou Estação de Elvas. Em 1869, a Companhia do Sueste foi nacionalizada. Em 1898, foi reunida uma comissão técnica para a revisão do plano da rede ferroviária, cujo relatório aconselhava que a ligação a Ponte de Sor deveria ser feita através de uma linha a partir de Évora, com passagem por Arraiolos, enquanto que a linha até Estremoz deveria ser prolongada para Vila Viçosa e Elvas. Entretanto, uma lei de 14 de Julho de 1898 criou os Caminhos de Ferro do Estado, que concentrava a gestão das redes ferroviárias do governo.
Em 16 de Fevereiro de 1903, a Gazeta dos Caminhos de Ferro analisou o projecto até Vila Viçosa, que já tinha sido concluído, e que determinava que a via férrea sairia da estação já existente, e passaria junto das muralhas de Estremoz, onde seria construída a nova gare ferroviária da vila, seguindo depois para Vila Viçosa. A nova interface ficaria no quilómetro 6.997,73 da linha, sendo as três estações orçadas em 48.433$346 réis.
Este projecto foi autorizado por uma lei de 11 de Julho de 1903, tendo começado a ser construído no ano seguinte, e sido inaugurado em 1 de Agosto de 1905. Neste troço, foi instalada a nova estação de Estremoz, junto às Portas de Santa Catarina, passando a interface antiga a denominar-se de Ameixial. Ambos os troços foram construídos pelo estado português, sendo parte da divisão do Sul e Sueste.
Em 1913, existiam carreiras de diligências desde a estação até à vila de Estremoz, que também iam até Portalegre, por Veiros, Monforte e Portalegre-Gare.

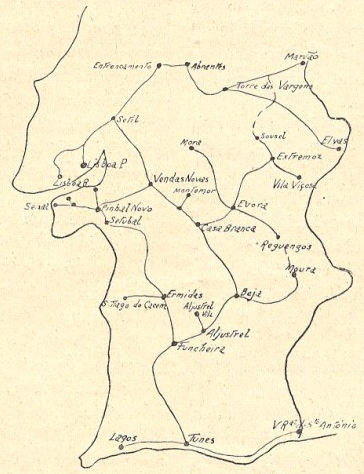
Rede ferroviária na região Sul. Vê-se a via férrea já construída até Sousel, faltando construir o resto da linha até Portalegre. Também está representado parte do projecto para continuar a linha até Castelo de Vide, no Ramal de Cáceres.

^

### Ligação a Sousel
A continuação da linha além de Estremoz até Castelo de Vide por Portalegre foi proposta, mas não classificada, no Plano da Rede ao Sul do Tejo, publicado por um decreto de 27 de Novembro de 1902. No ano seguinte, já se considerou mais conveniente a sua inserção no plano, o que foi realizado por um decreto de 7 de Maio de 1903. Após vários problemas, a concessão deste lanço foi oferecida ao industrial José Pedro de Matos, tendo conseguido autorização, através de um decreto de 27 de Junho de 1907, para construir a linha em via larga, ao contrário do que tinha sido originalmente planeado. Ainda foram construídos alguns quilómetros de via entre Estremoz e Sousel, mas devido a problemas financeiros não conseguiu continuar as obras, pelo que este lanço só foi concluído em 23 de Agosto de 1925 já sob a gestão do estado. A ligação a Portalegre só foi concluída em 1949.

### Décadas de 1920 e 1930
Em 1927, os Caminhos de Ferro do Estado foram integrados na Companhia dos Caminhos de Ferro Portugueses, que passou a explorar as antigas redes do estado, do Sul e Sueste e do Minho e Douro, em 11 de Maio daquele ano.
Em 1933, a Comissão Administrativa do Fundo Especial de Caminhos de Ferro aprovou a instalação de uma báscula na estação de Estremoz.

### Décadas de 1960 e 1970
Em 18 de Junho de 1960, o Diário de Lisboa noticiou que a Companhia dos Caminhos de Ferro Portugueses tinha criado um novo serviço diário entre Évora e Estremoz, utilizando automotoras.
A partir dos finais da década de 1970, a empresa Caminhos de Ferro Portugueses iniciou um programa de instalação de núcleos museológicos em várias estações, incluindo em Estremoz. Uma das peças guardadas neste núcleo foi uma automotora da Série 0500.

### Encerramento
Em 2 de Janeiro de 1990, deixaram de ser prestados serviços de passageiros entre Évora, Estremoz, Portalegre e Vila Viçosa, como parte de um programa de reestruturação da operadora Caminhos de Ferro Portugueses. Estes lanços ficaram apenas com serviços de mercadorias.[carece de fontes?] Em 2009, o lanço entre Estremoz e Évora deixou de ter exploração, tendo sido oficialmente desclassificado em 2011.